# Cuceglio
Cuceglio (Cusele in piemontese) è un comune italiano di 922 abitanti della città metropolitana di Torino in Piemonte. Fa parte del Canavese.

## Storia

### Simboli
Lo stemma e il gonfalone sono stati concessi con decreto del presidente della Repubblica del 20 ottobre 1998.
Lo stemma è semitroncato partito. Nella prima e seconda sezione, di rosso, figurano una croce d'argento e un grappolo d'uva d'oro, separati da una fascia anch'essa d'oro; nella terza partizione, d'azzurro, un angelo d'argento, in maestà, posto su un basamento trapezoidale, nell'atto di trattenere, con una mano, una palma verde. La figura evoca la statua dell'angelo esistente sulla balaustra del parco del santuario della Beata Vergine Addolorata di Cuceglio. Il gonfalone è un drappo di bianco.

## Monumenti e luoghi d'interesse
Nella piazza più centrale, ovvero piazza Guglielmo Marconi, è posto il primo monumento italiano eretto in onore del re Umberto I e subito dietro una quercia fatta piantare in onore della regina.
Il paese è diviso in due rioni e una frazione: il "Gui" e il "Riva" i rioni, le "Cascine Cuffia" la frazione. Queste ultime sono staccate dal paese e sono in fondo verso la pianura, il "Gui" è la parte bassa del paese vero e proprio e il "Riva" la parte più alta e comprende il santuario della Beata Vergine Addolorata, costruito tra il 1747 e il 1758. Da questo si può vedere gran parte della piana canavesana, arrivando fino a Torino.

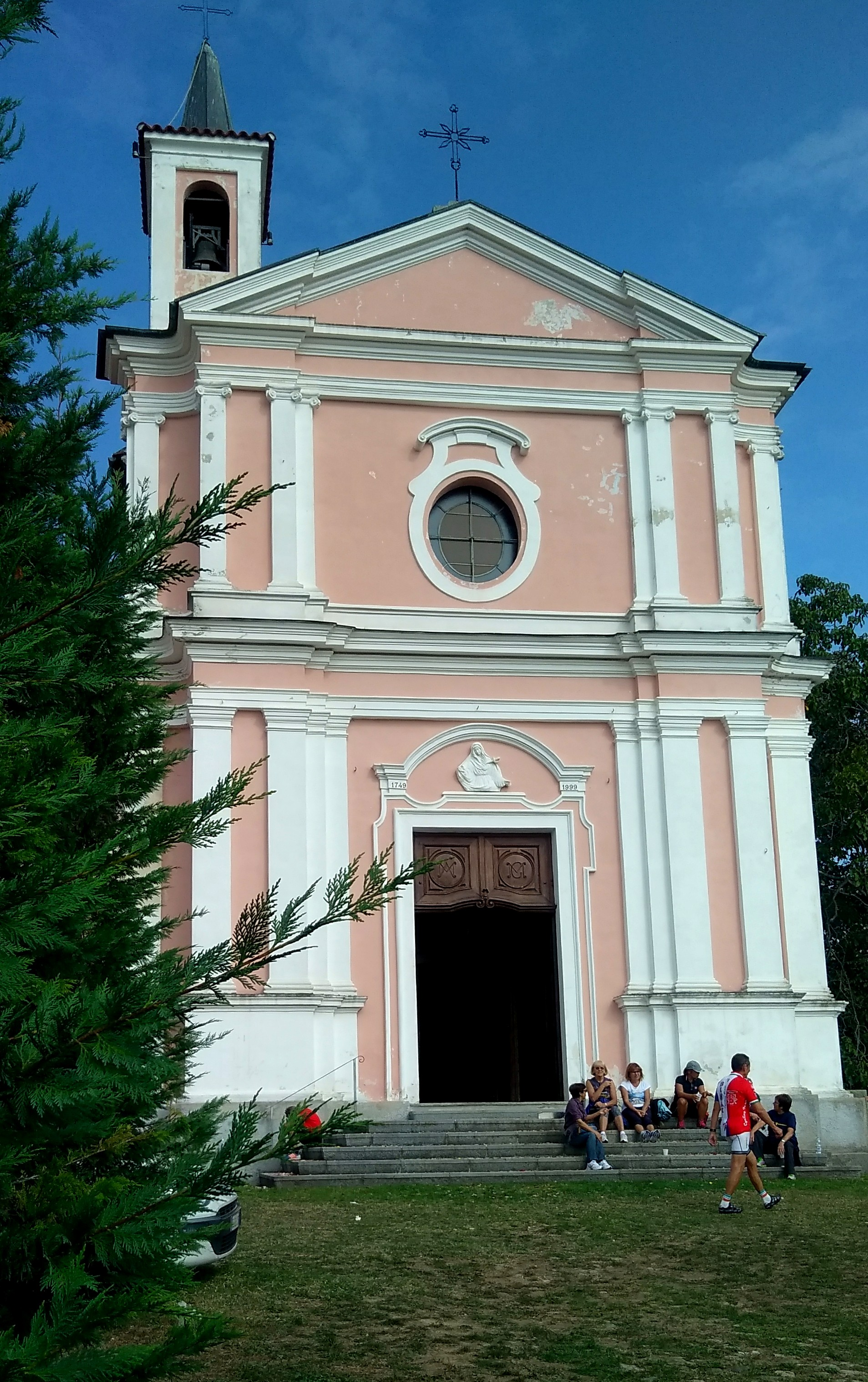
Il Santuario della Beata Vergine Addolorata
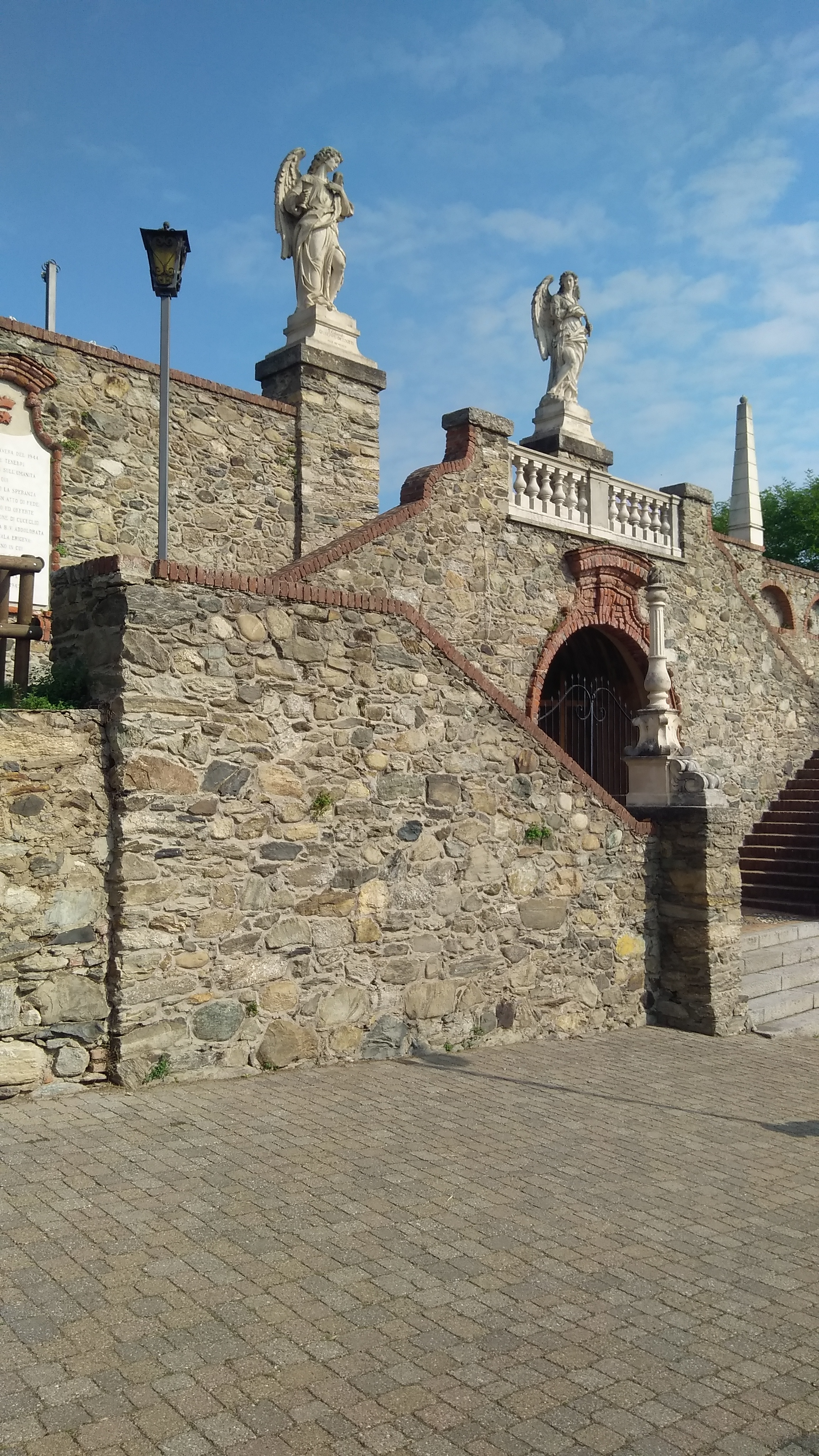
Statue di angeli presso il Santuario della Beata Vergine Addolorata

## Società

### Evoluzione demografica
Abitanti censiti

### Etnie e minoranze straniere
Secondo i dati Istat al 31 dicembre 2017, i cittadini stranieri residenti a Cuceglio sono 102, così suddivisi per nazionalità, elencando per le presenze più significative:
- Romania, 89

## Cultura
Il dolce tipico di Cugeglio è il semolino dolce; nel paese si celebra la sagra ad esso dedicato.

## Economia
Da secoli in queste colline moreniche l'attività principale è la viticultura, quindi la coltivazione della vite fino ad arrivare alla produzione del vino. Si producono molti vini a Cuceglio, ma sicuramente il più prezioso e caratteristico è l'Erbaluce, dal nome del vitigno omonimo. A Cuceglio è presente la Cantina Sociale del Canavese.

## Amministrazione
Di seguito è presentata una tabella relativa alle amministrazioni che si sono succedute in questo comune.
| Periodo        | Periodo        | Primo cittadino         | Partito                               | Carica  | Note   |
| -------------- | -------------- | ----------------------- | ------------------------------------- | ------- | ------ |
| 27 giugno 1988 | 5 giugno 1993  | Sergio Pilotto          | Partito Repubblicano Italiano         | Sindaco | [ 10 ] |
| 14 giugno 1993 | 28 aprile 1997 | Sergio Pilotto          | -                                     | Sindaco | [ 10 ] |
| 28 aprile 1997 | 14 maggio 2001 | Sergio Pilotto          | -                                     | Sindaco | [ 10 ] |
| 14 maggio 2001 | 30 maggio 2006 | Cristina Badalotti      | lista civica                          | Sindaco | [ 10 ] |
| 30 maggio 2006 | 16 maggio 2011 | Sergio Pilotto          | lista civica                          | Sindaco | [ 10 ] |
| 16 maggio 2011 | 5 giugno 2016  | Sergio Pilotto          | lista civica Continuare per Cuceglio  | Sindaco | [ 10 ] |
| 5 giugno 2016  | 4 ottobre 2021 | Sergio Pilotto          | lista civica Continuare per Cuceglio  | Sindaco | [ 10 ] |
| 4 ottobre 2021 | in carica      | Antonino Iuculano Mamao | lista civica La rinascita di Cuceglio | Sindaco | [ 10 ] |